# Interslawische Sprache
Interslawisch (medžuslovjansky, меджусловјанскы) ist eine slawische Plansprache, die im Jahr 2006 unter dem Namen Slovianski von einer Gruppe von Slawisten aus verschiedenen Ländern unter der Leitung des niederländischen Linguisten Jan van Steenbergen entwickelt wurde. Die Entwicklung erfolgte mit dem Ziel, die Kommunikation zwischen Sprechern verschiedener slawischer Sprachen zu erleichtern und Menschen, die bisher keine slawische Sprache sprechen, die Möglichkeit zu geben, mit den Slawen kommunizieren zu können. Sowohl die Grammatik als auch der Wortschatz basieren vollständig auf den Gemeinsamkeiten zwischen den slawischen Sprachen. Im Gegensatz zu Slovio, einer ebenfalls slawischen aber schematisch aufgebauten Plansprache, deren Grammatik weitgehend auf Esperanto basiert, ist das Interslawische eine naturalistische Sprache, die nicht über künstliche Elemente verfügt und nur auf den slawischen Ethnosprachen basiert, insbesondere auf dem Altkirchenslawischen. Die Entwickler der Sprache gehen davon aus, dass 90 % der Slawen Interslawisch ohne vorheriges Erlernen verstehen könnten. Interslawisch wird sowohl im lateinischen als auch im kyrillischen Alphabet geschrieben.
Seit 2017 gibt es eine wissenschaftliche, teilweise auf Interslawisch verfasste Zeitschrift, Slovjani. Die Sprache wurde auch verwendet für die meisten Dialoge im Film The Painted Bird des tschechischen Regisseurs Václav Marhoul aus dem Jahr 2019. Im März 2024 hat die Facebook-Gruppe der Sprache über 20.500 Mitglieder.

## Schrift

### Kyrillische und lateinische Schrift
Weil es den Entwicklern der Sprache wichtig ist, dass Interslawisch auf jeder slawischen Tastatur geschrieben werden kann, können Texte sowohl im lateinischen als auch im kyrillischen Alphabet geschrieben werden. In Fällen, in denen ein Buchstabe nicht vorhanden ist, wird daneben eine alternative Schreibweise vorgeschlagen.
| Lateinisch | Kyrillisch | Alternative Schreibweise     | Aussprache (IPA) |
| ---------- | ---------- | ---------------------------- | ---------------- |
| A a        | А а        |                              | a                |
| B b        | Б б        |                              | b                |
| C c        | Ц ц        |                              | ts               |
| Č č        | Ч ч        | lat. cz, cx                  | tʃ               |
| D d        | Д д        |                              | d                |
| DŽ dž      | ДЖ дж      | lat. dż, dzs, dzx            | dʒ               |
| E e        | Е е        |                              | e                |
| Ě ě        | Є є        | lat. e, kyr. е (oder auch ѣ) | je               |
| F f        | Ф ф        |                              | f                |
| G g        | Г г        |                              | ɡ                |
| H h        | Х х        |                              | x                |
| I i        | И и        |                              | i ~ ji           |
| J j        | Ј ј        | kyr. й                       | j                |
| K k        | К к        |                              | k                |
| L l        | Л л        |                              | l                |
| Lj lj      | Љ љ        | kyr. ль                      | lʲ               |
| M m        | М м        |                              | m                |
| N n        | Н н        |                              | n                |
| Nj nj      | Њ њ        | kyr. нь                      | nʲ               |
| O o        | О о        |                              | o                |
| P p        | П п        |                              | p                |
| R r        | Р р        |                              | r                |
| S s        | С с        |                              | s                |
| Š š        | Ш ш        | lat. sz, sx                  | ʃ                |
| T t        | Т т        |                              | t                |
| U u        | У у        |                              | u                |
| V v        | В в        |                              | ʋ                |
| Y y        | Ы ы        | lat. i, kyr. и               | ɪ                |
| Z z        | З з        |                              | z                |
| Ž ž        | Ж ж        | lat. ż, zs, zx               | ʒ                |

Die Digraphen dž (дж), lj und nj werden in der alphabetischen Ordnung jeweils als ein einzelner Buchstabe aufgeführt.

## Wortschatz
Der Wortschatz des Interslawischen basiert auf dem Vergleich des Vokabulars moderner slawischer Sprachen, die dafür in sechs Gruppen unterteilt wurden:
- Polnisch
- Tschechisch und Slowakisch
- Russisch
- Ukrainisch und Belarussisch
- Slowenisch, Serbisch, Kroatisch und Bosnisch
- Bulgarisch und Mazedonisch

| Deutsch | Interslawisch | Interslawisch | Russisch         | Ukrainisch  | Belarussisch | Polnisch | Tschechisch | Slowakisch | Obersorbisch | Slowenisch | Bosnisch/Kroatisch/Serbisch | Mazedonisch  | Bulgarisch   |
| ------- | ------------- | ------------- | ---------------- | ----------- | ------------ | -------- | ----------- | ---------- | ------------ | ---------- | --------------------------- | ------------ | ------------ |
| Mensch  | člověk        | чловєк        | человек          | людина      | чалавек      | człowiek | člověk      | človek     | čłowjek      | človek     | čov(j)ek                    | човек        | човек        |
| Hund    | pes           | пес           | пёс, собака      | пес, собака | сабака       | pies     | pes         | pes        | pos, psyk    | pes        | pas                         | пес, куче    | пес, куче    |
| Haus    | dom           | дом           | дом              | дім         | дом          | dom      | dům         | dom        | dom          | dom, hiša  | dom, kuća                   | дом, куќа    | дом, къща    |
| Buch    | kniga         | книга         | книга            | книга       | кніга        | książka  | kniha       | kniha      | kniha        | knjiga     | knjiga                      | книга        | книга        |
| Nacht   | noč           | ноч           | ночь             | ніч         | ноч          | noc      | noc         | noc        | nóc          | noč        | noć                         | ноќ          | нощ          |
| Brief   | pismo         | писмо         | письмо           | лист        | пісьмо, ліст | list     | dopis       | list       | list         | pismo      | pismo                       | писмо        | писмо        |
| groß    | veliky        | великы        | большой, великий | великий     | вялікі       | wielki   | velký       | veľký      | wulki        | velik      | velik                       | голем, велик | голям, велик |
| neu     | novy          | новы          | новый            | новий       | новы         | nowy     | nový        | nový       | nowy         | nov        | nov                         | нов          | нов          |

## Beispieltext
Das Vater Unser:
| Lateinisch | Kyrillisch |
| --- | --- |
| Otče naš, ktory jesi v nebesah, nehaj sveti se ime Tvoje. Nehaj prijde kraljevstvo Tvoje, nehaj bude volja Tvoja, kako v nebu tako i na zemji. Hlěb naš vsakodenny daj nam dnes, i odpusti nam naše grěhy, tako kako my odpuščajemo našim grěšnikam. I ne vvedi nas v pokušenje, ale izbavi nas od zlogo. Ibo Tvoje jest kraljevstvo i moč i slava, na věky věkov. Amin. | Отче наш, кторы јеси в небесах, нехај свети се име Твоје. Нехај пријде краљевство Твоје, нехај буде воља Твоја, како в небу тако и на земји. Хлєб наш всакоденны дај нам днес, и одпусти нам наше грєхы, тако како мы одпушчајемо нашим грєшникам. И не введи нас в покушенје, але избави нас од злого. Ибо Твоје јест краљевство и моч и слава, на вєкы вєков. Амин. |